# 普利茅斯大学
普利茅斯大学（英語：Plymouth University）是英國英格兰西南部规模最大的大学，於1862年創立。在校生人数超过三万，从人数上来讲位于全英第九位（算入英國公開大學）。
2011年6月改現名，但在權利證書上仍使用University of Plymouth。

## 學術
2016/17年泰晤士高等教育排名將其列在世界第351至400位之間，